# Schleithal
Schleithal è un comune francese di 1 494 abitanti situato nel dipartimento del Basso Reno nella regione del Grand Est.

## Società

### Evoluzione demografica
Abitanti censiti

## Galleria d'immagini

Schleithal
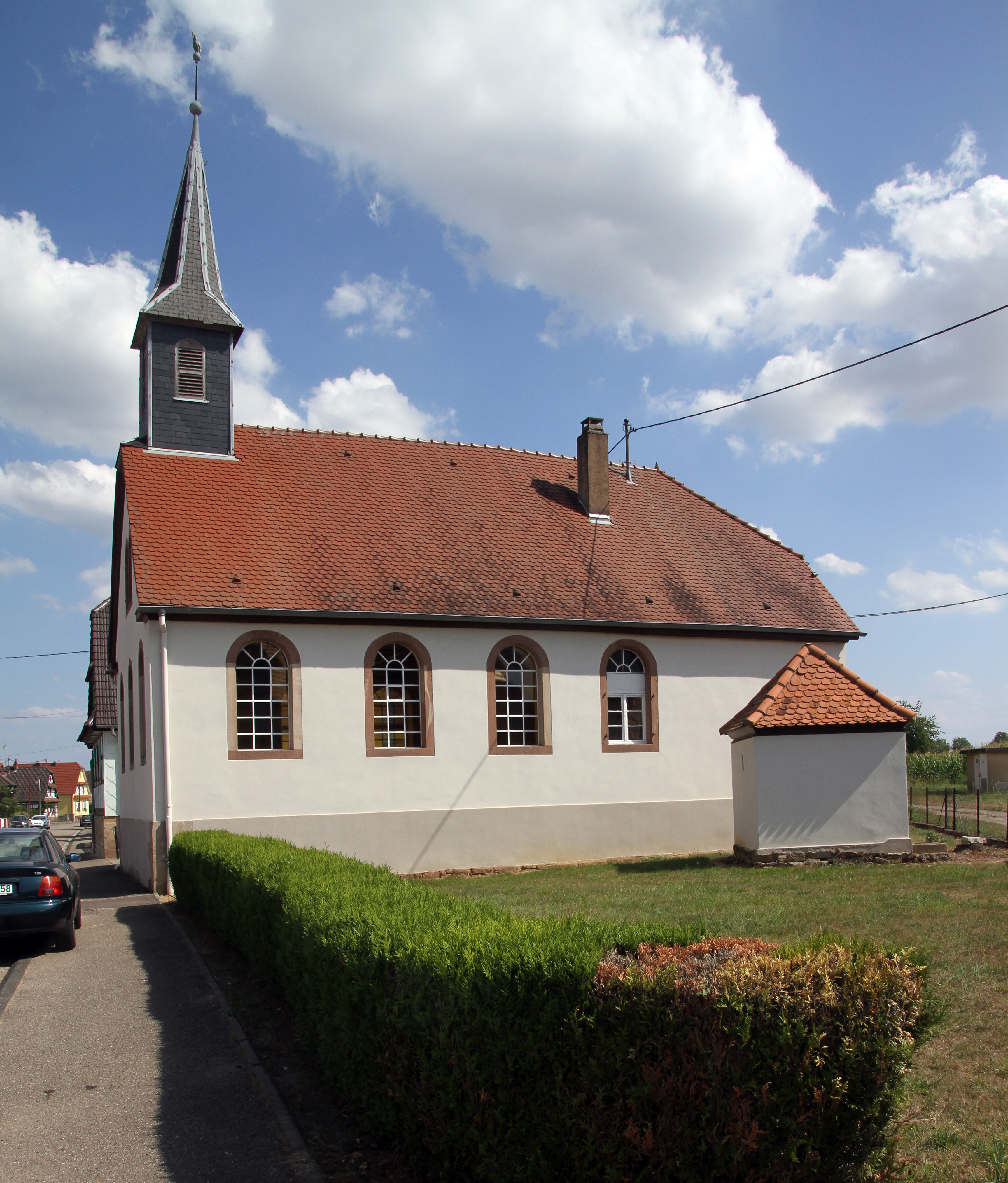
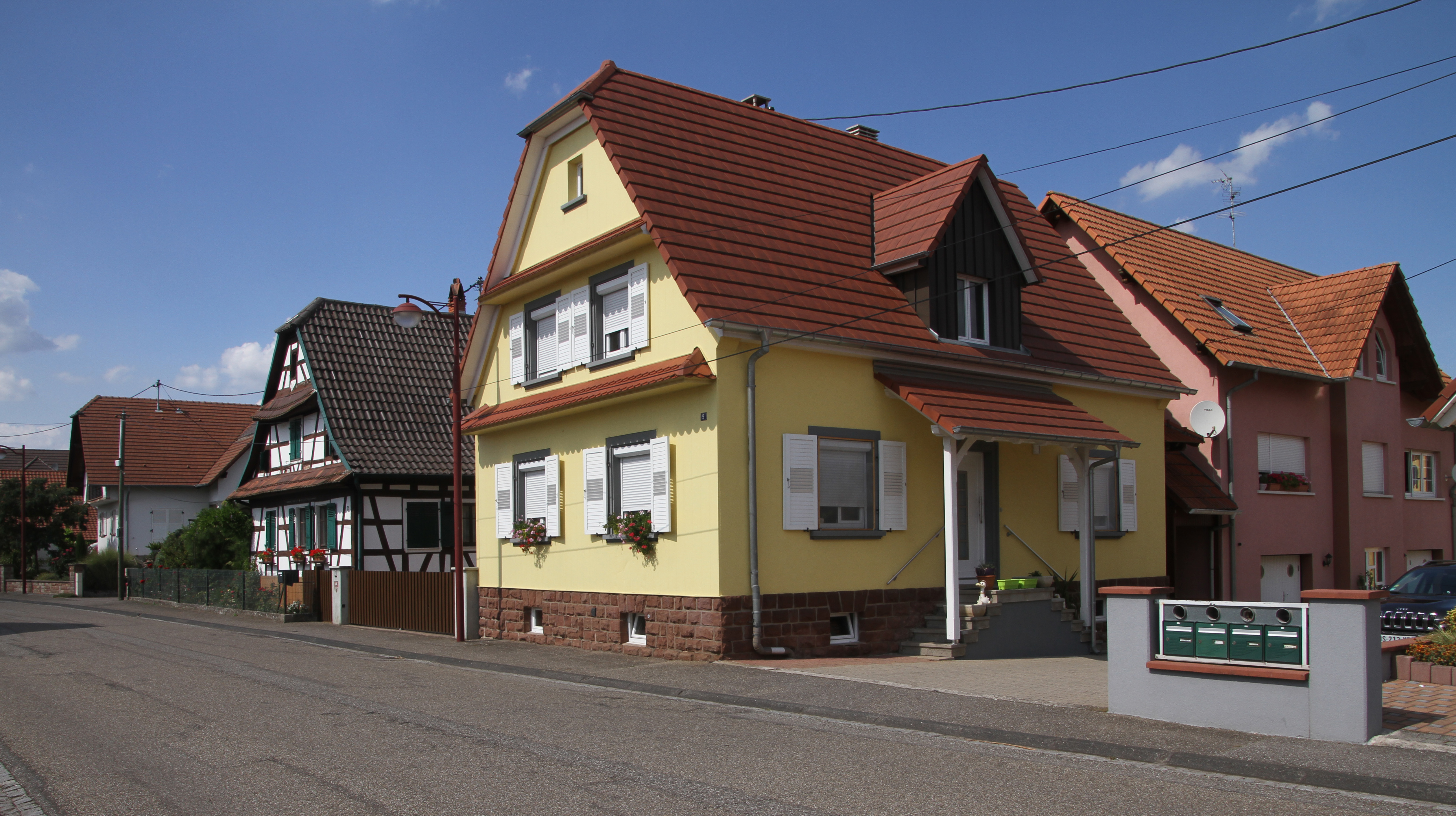
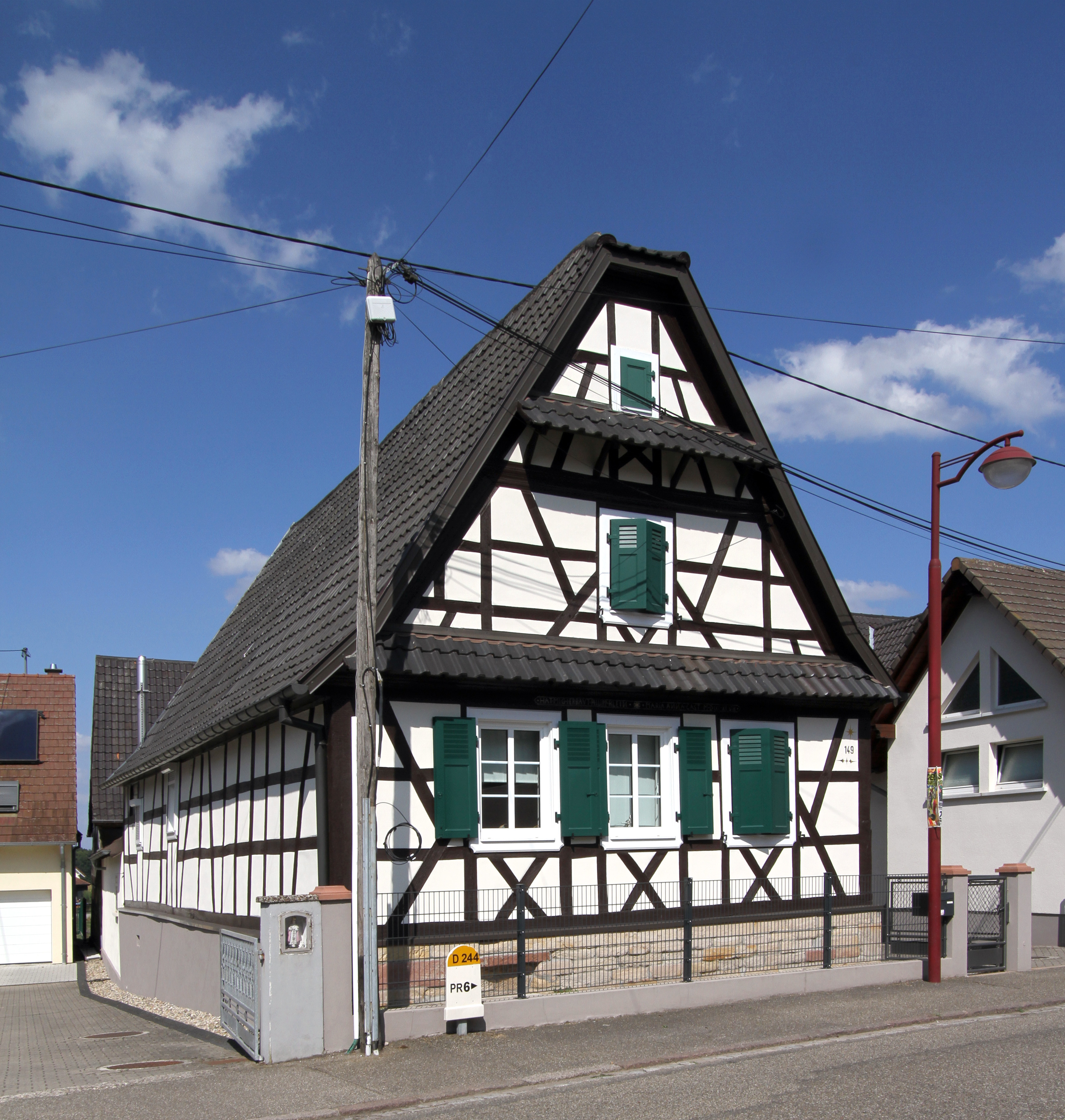
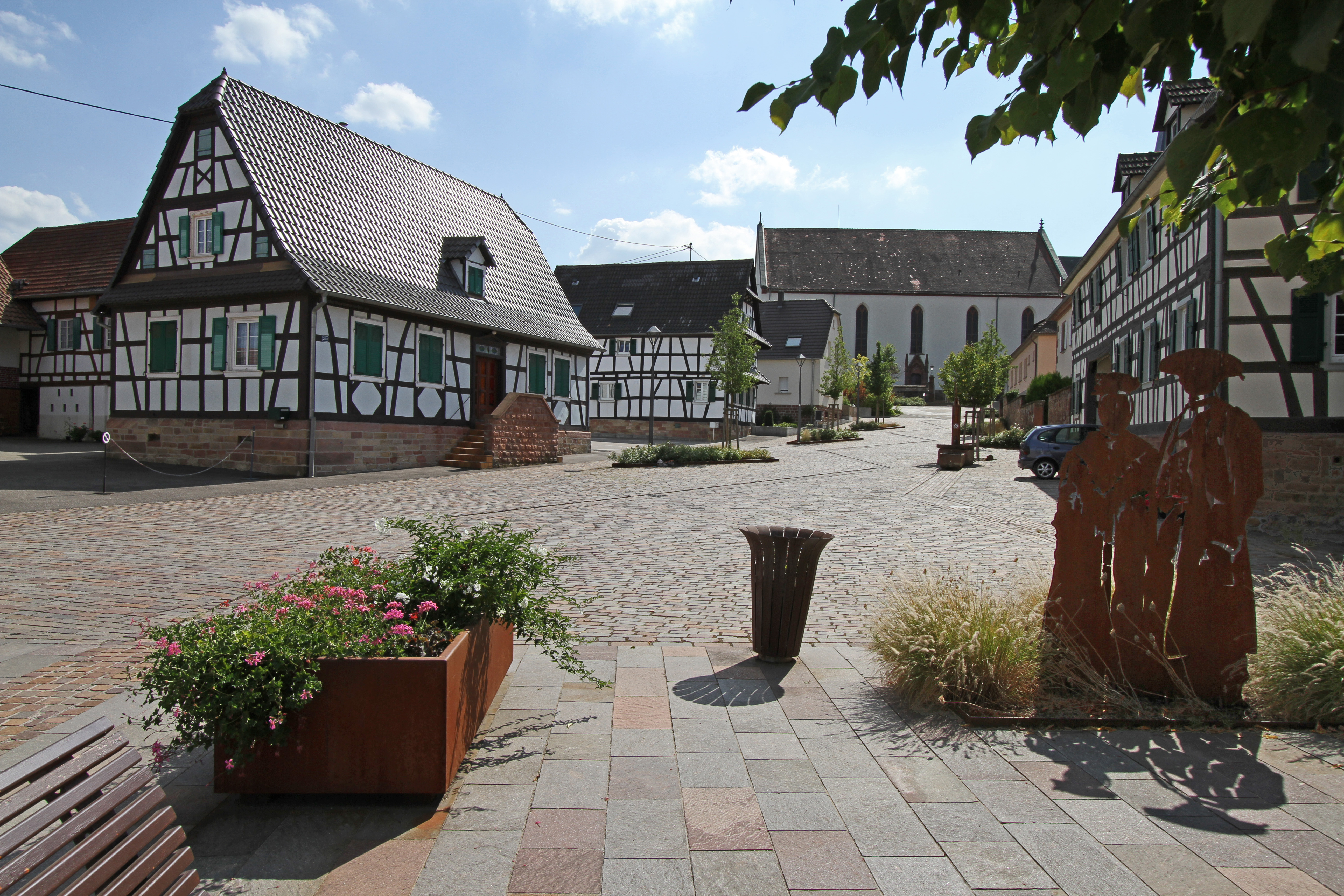
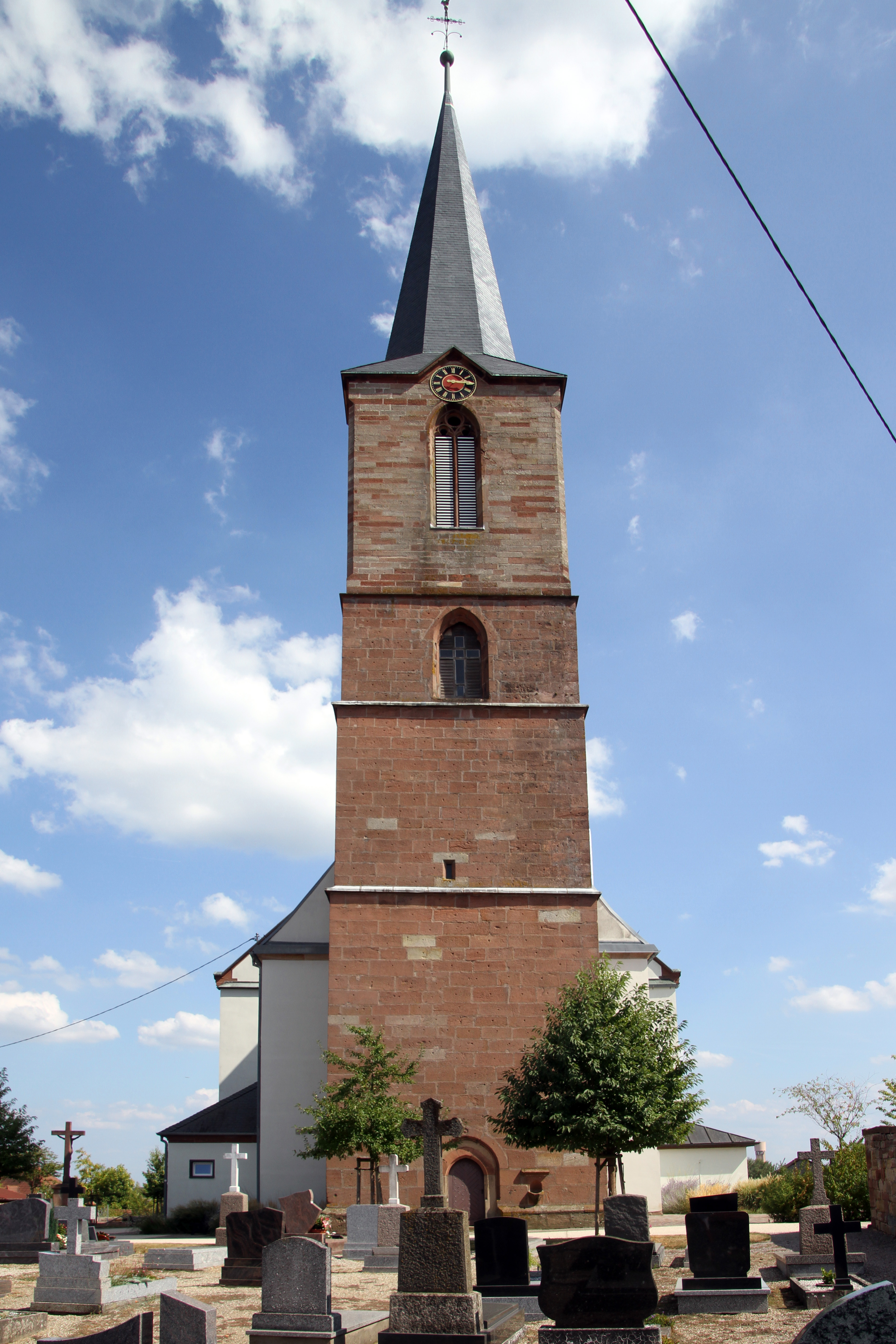
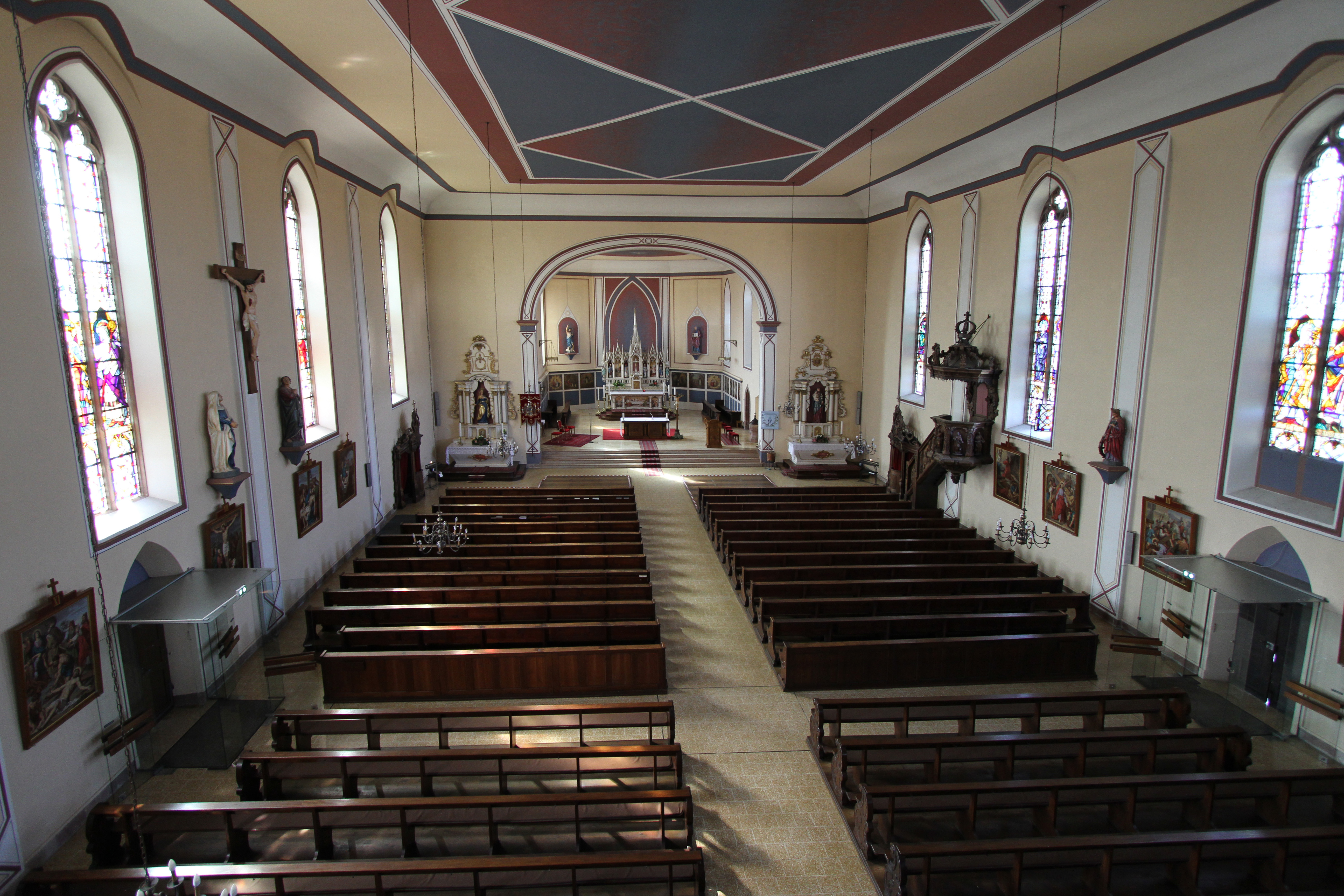
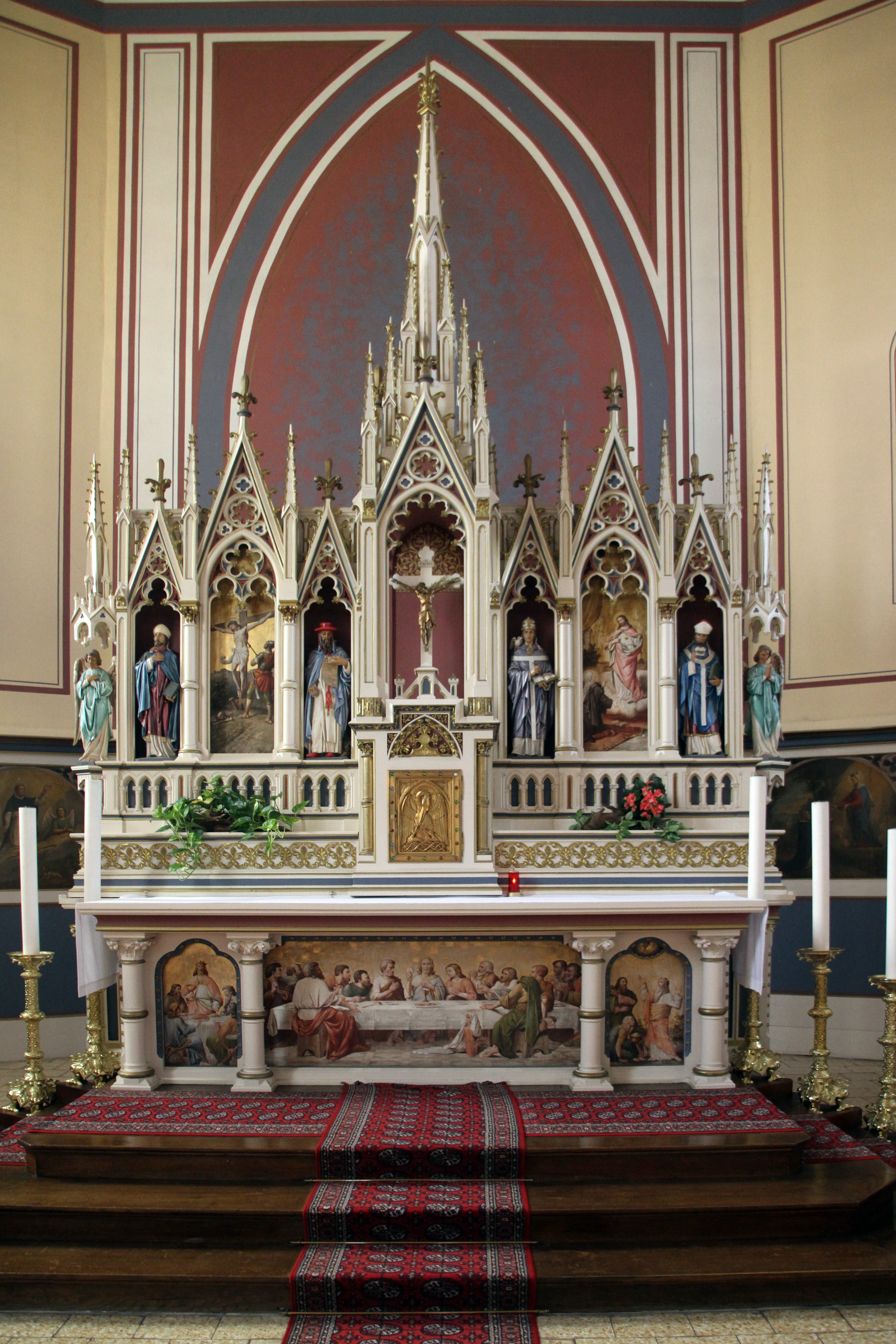
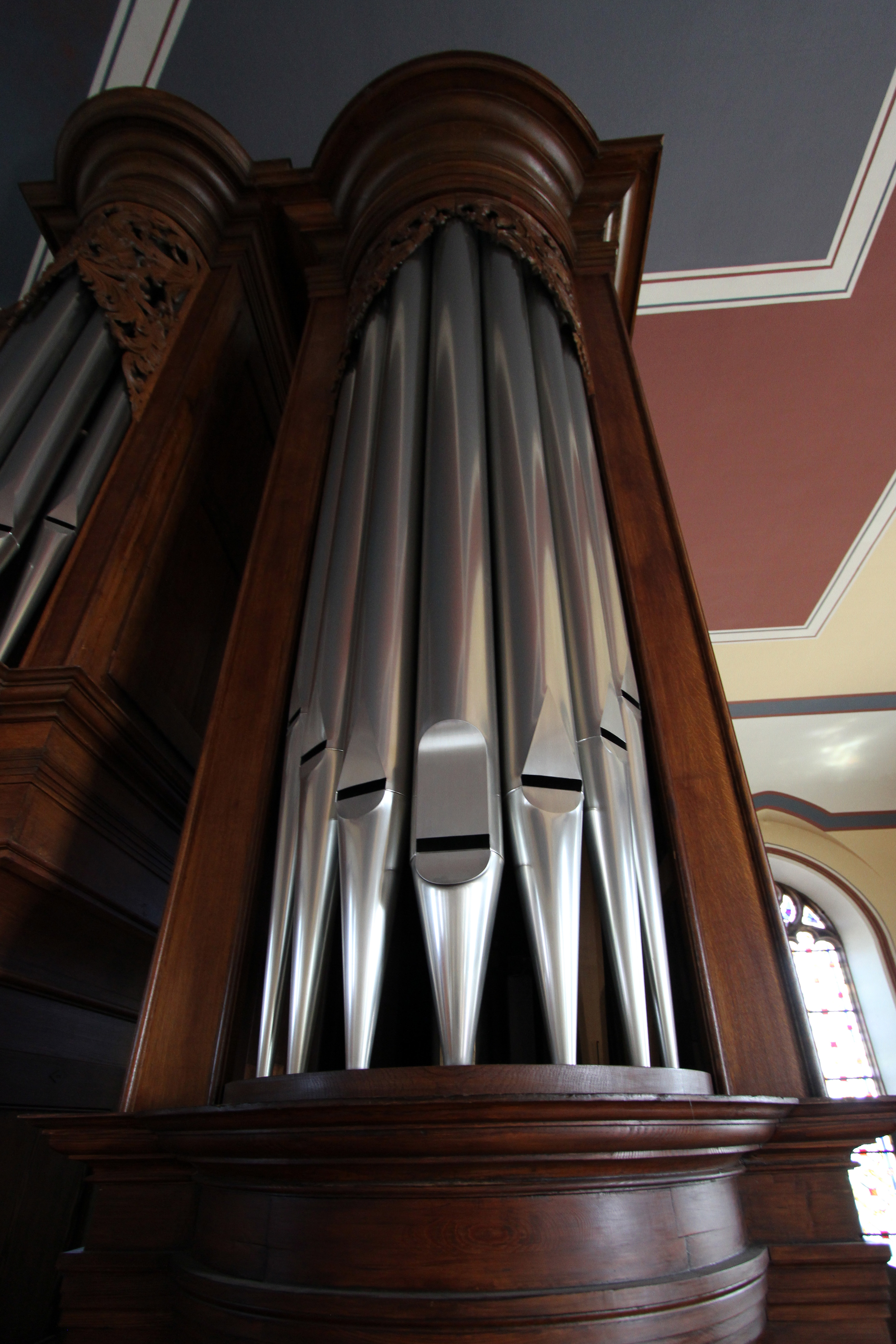